# Nicolas-Joseph Duflos
Pour les articles homonymes, voir Duflos.
Nicolas-Joseph Duflos est un homme politique français né le 11 décembre 1753 à Renty (Pas-de-Calais) et décédé le 4 mars 1836 à Paris.
Entré dans les ordres avant 1789, il se rallie à la Révolution et devient administrateur du département. Il est élu député du Pas-de-Calais au Conseil des Cinq-Cents le 25 germinal an VI. Favorable au coup d'État du 18 Brumaire, il siège au Corps législatif jusqu'en 1804.
Il épousa la sœur d'Emmanuel Lanne.
Il est enterré au cimetière du Père-Lachaise (53edivision).

## Sources
- « Nicolas-Joseph Duflos », dans Adolphe Robert et Gaston Cougny, Dictionnaire des parlementaires français, Edgar Bourloton, 1889-1891 [détail de l’édition]